# Proplatyarthrus
Proplatyarthrus — вимерлий рід наземних лінивців родини Megalonychidae, ендемік провінції Чубут, Аргентина в Південній Америці.

## Таксономія
Проплатіартрус був названий і таранна кістка описана Флорентіно Амегіно в 1905 році. Він був віднесений до Megalonychidae Керролом у 1988 році.